# 高通通
「高通通」（英文名：Kao tong tong）是高雄市政府農業局 （页面存档备份，存于）推出的吉祥物，由台灣人自行設計，頭上種子（雄胚胚）代表永續發展，太陽環則是陽光、水及空氣，額頭前的五芒星圖樣，也隱喻繞行地球、五大洲，象徵高雄農業的文創實力。高通通的「通通」也代表高雄農產通通都有、通行國際的意思。

## 外部連結
- 高通通官方網站 （页面存档备份，存于）
- 高通通官方Facebook